# سن-فرانسوا-داسیز، کبک
سن-فرانسوا-داسیز (به فرانسوی: Saint-François-d'Assise) شهری در منطقه شهری آوینیون ناحیه گاسپزی-ایل-دو-لا-مادلن در استان کبک کانادا است. در سرشماری سال ۲۰۱۱ این شهر ۷۸۴ نفر جمعیت داشته‌است و مساحت آن ۱۷۱٫۹۷ کیلومتر مربع است.